# Luxuria (gruppo musicale)
I Luxuria sono stati un duo indie rock attivo in Inghilterra alla fine degli anni '80.

## Storia
Howard Devoto, già cantante e leader carismatico di uno dei primissimi gruppi punk britannici ( i Buzzcocks) e successivamente dei Magazine attivi nei primi anni '80, dopo un periodo di relativa inattività fondò i Luxuria assieme al chitarrista e polistrumentista Noko, nome d'arte di Norman Fisher-Jones.
Il duo registrò il suo primo album nel 1988, traendo sicuramente linfa e ispirazione dallo stile dei Magazine e mescolando in modo omogeneo vari generi, dal synthpop al funky, dal rock alla ballad d'autore, con una propensione a sostenere la vocazione istrionica e duttile della voce di Devoto pur mantenendo una certa solidità ritmica.
L'album Unanswerable Lust non ebbe tuttavia grandi riscontri, nonostante una coerenza formale e una manciata di canzoni accattivanti che non sfiguravano accanto a quelle dei più blasonati Magazine, ma anche di altri gruppi coevi. Più che altro i Luxuria sembravano essere arrivati in ritardo sui tempi, proponendo musica che già tirava le somme di un decennio dominato dalla new wave e dal post punk.
Il successivo lavoro Beast Box del 1989 spostò quasi completamente l'approccio stilistico su atmosfere più intimiste, rinunciando alle parti ritmiche e intensificando l'uso di chitarra e pianoforte, nonché di orchestra; con la voce di Devoto sempre molto versatile e in primissimo piano.
Identica la risposta del pubblico e della critica, benché l'album si fregiasse di una maggiore personalità e commistione di generi e fosse prodotto con estrema cura.
Esaurite le motivazioni personali verso il progetto, i Luxuria si sciolsero definitivamente nel 1990.

## Discografia
Oltre ai due album in studio, la discografia dei Luxuria consta di vari singoli in formato 7" e 12" e ristampe per i mercati esteri.
- Redneck 7" e 12", 1988
- Unanswerable Lust LP e CD, 1988
- Public Highway 12", 1988
- The Beast Box Is Dreaming 12" e CD, 1990
- Beast Box LP e CD, 1990
- Jezebel 7", 12" e CD, 1990